# Esino Lario

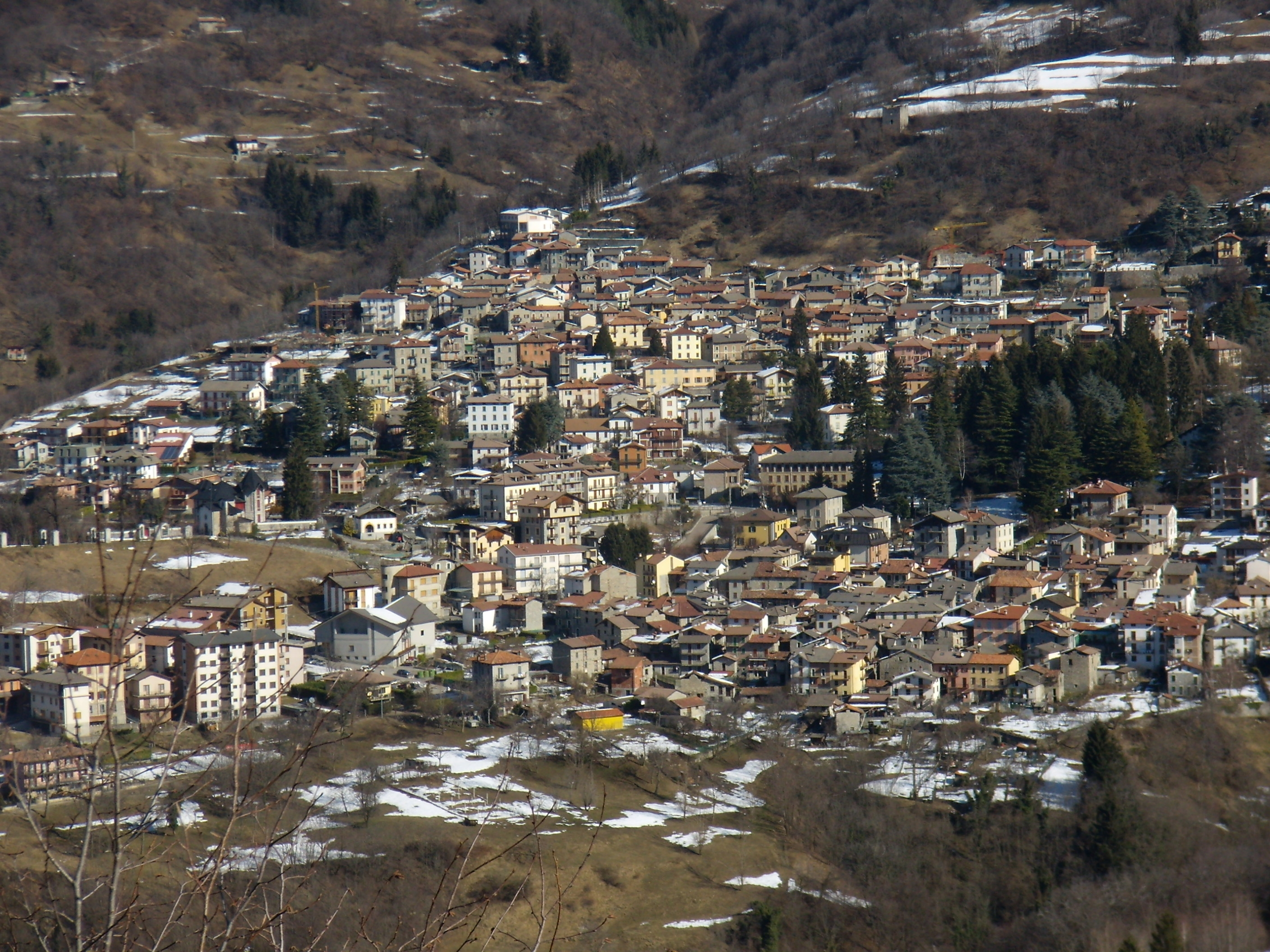
Das Dorf mit seinen beiden historischen Ortskernen oben und unten

Esino Lario ('ezino; Isen im Esiner Dialekt, Esin /ˈeːziŋ/ im Leccheser Dialekt) ist eine Gemeinde in der Provinz Lecco in der italienischen Region Lombardei mit 755 Einwohnern (Stand 31. Dezember 2023). Esino Lario liegt im Esino-Tal (Val d’Esino). Das Gemeindegebiet ist Teil der Comunità montana della Valsassina, Valvarrone, Val d’Esino e Riviera und liegt gänzlich im Parco Regionale della Grigna Settentrionale.

## Geographie

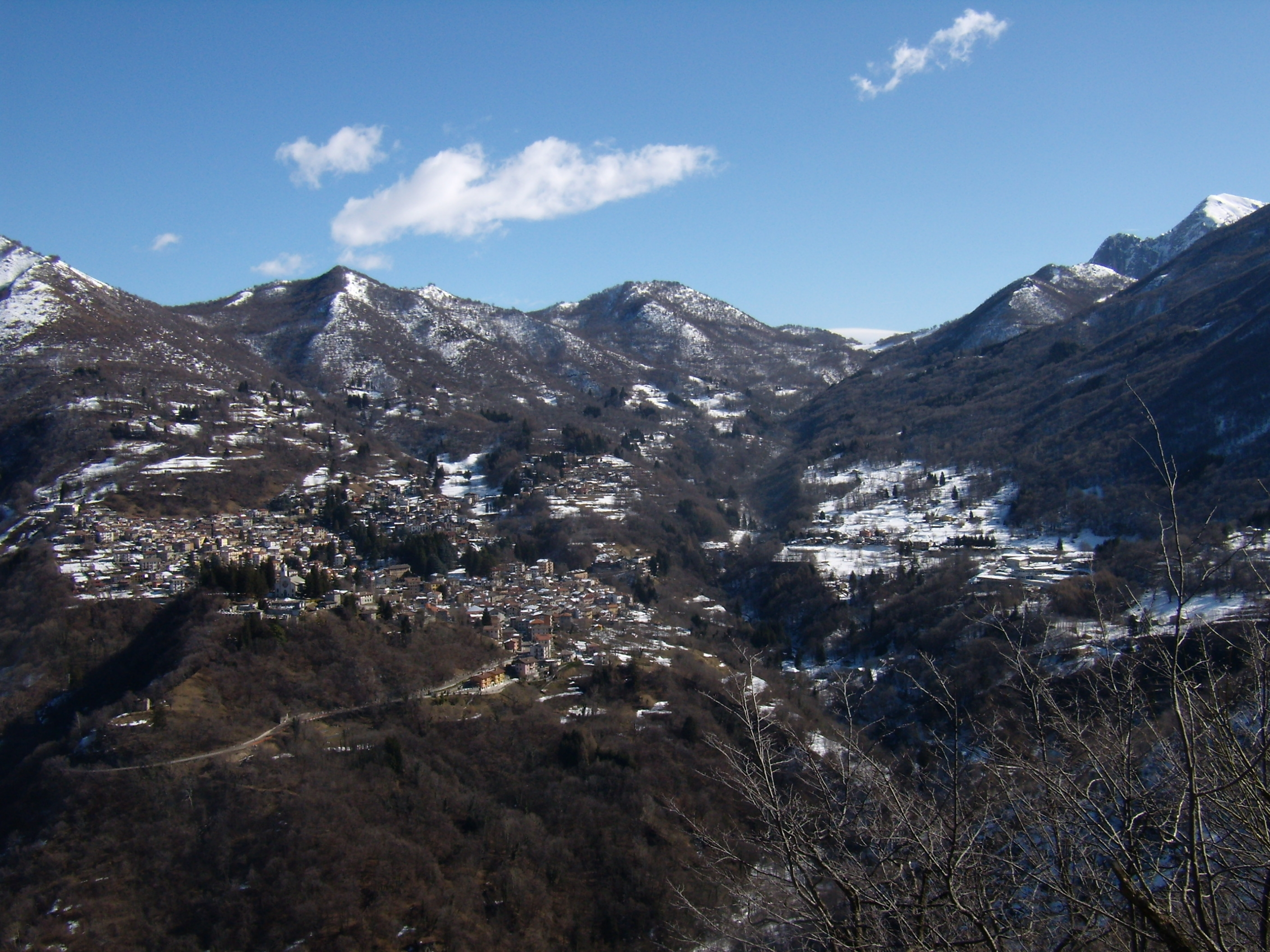
Esino Lario in der Bergwelt der Grigna

Die Gemeinde liegt etwa 15 Kilometer nordwestlich der Provinzhauptstadt Lecco und 60 Kilometer nördlich der Millionen-Metropole Mailand. Sie umfasst die Fraktionen Esino Superiore, Esino Inferiore, Ortanella, Bigallo und Cainallo.
Die Nachbargemeinden sind Cortenova, Lierna, Mandello del Lario, Parlasco, Pasturo, Perledo, Primaluna, Taceno und Varenna.
Von Varenna am Comer See führt über Perledo ein kurvenreiches Sträßchen nach Esino Lario, das auf einer Strecke von rund elf Kilometern 700 Meter ansteigt. Die Gemeinde umfasst ein Gebiet der Ausläufer im Nordwesten der Grigna (2410 m s.l.m.), ein stark bewaldetes Berggebiet von 18,66 Quadratkilometern, das Teil des regionalen Naturparks Parco della Grigna Settentrionale ist. Im Norden erhebt sich der Pizzo di Parlasco (1511 m s.l.m.) über dem Dorf, im Südwesten beim Weilter Ortanella der Monte Parolo (1203 m s.l.m.) zwischen Dorf und See. Im Südosten liegt der Monte Pilastro (1811 m s.l.m.) zwischen Esino Lario und dem Gipfel der Grigna. Die Grigna ist der höchste Punkt der Gemeinde, das Ortszentrum liegt auf rund 910 m s.l.m., der tiefste Punkt des Territoriums auf 554 m s.l.m.
Die Region der Grigna ist stark von Karst geprägt. Es gibt zahlreiche Höhlen, Dolinen und andere Karstformen wie den Talkessel von Moncodeno, dem Felsentor Porta di Prada. Mit zahlreichen Wegen und Hütten ist das Gebiet gut für Wanderer erschlossen.

## Geschichte

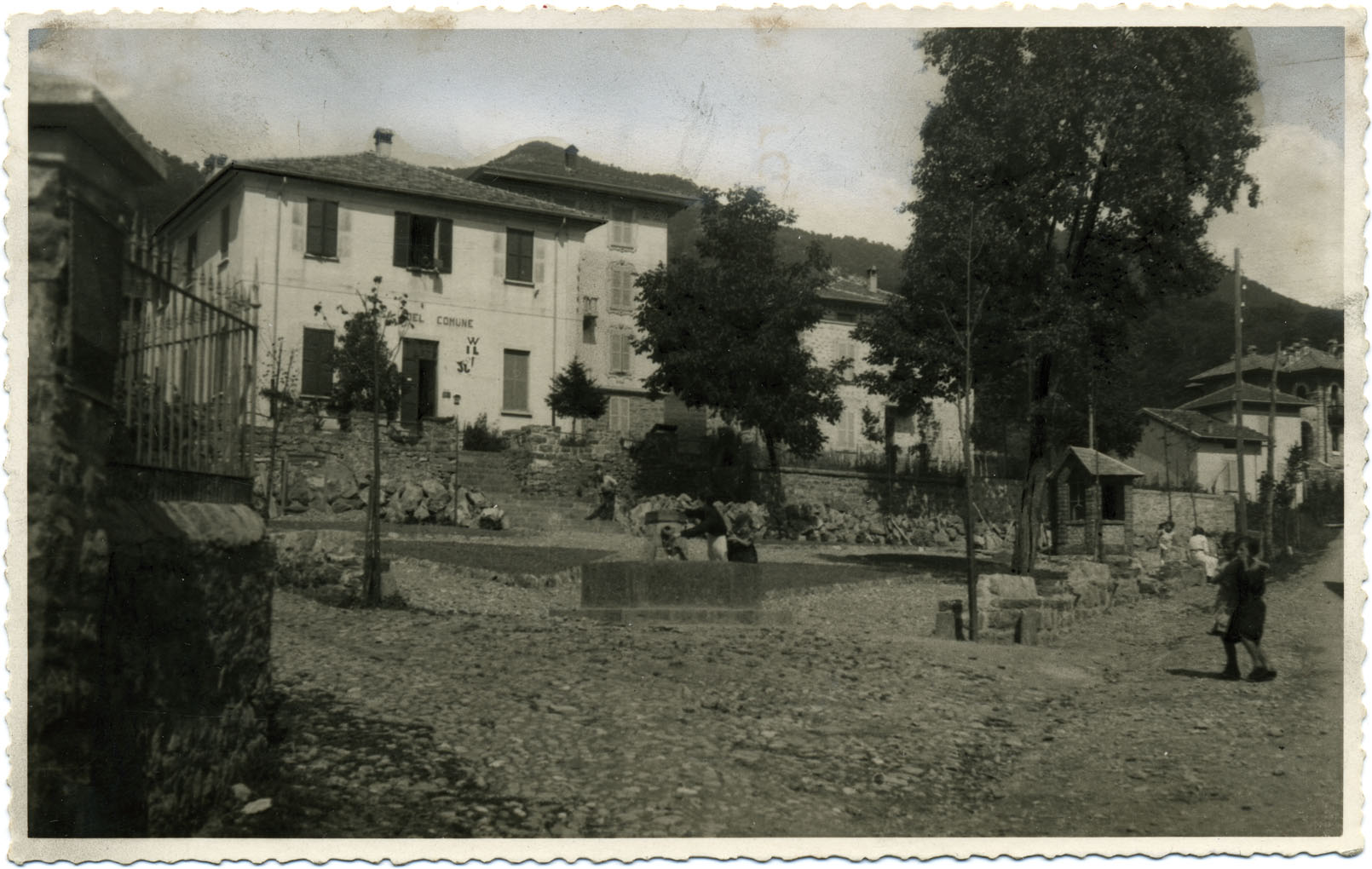
Alte Postkarte mit zentralem Platz

In römischer Zeit befand sich auf dem Hügel, wo heute die Hauptkirche steht, eine römische Festung. Am Hang oberhalb des Dorfs befinden sich die Reste eines Wehrturms aus dem 12. Jahrhundert.

„Hanno belli monti, belli piani, bone fonti, et altre assai particolarità, con sì vago territorio, di sì aeroso sito et ritrovandosi così alto sopra quei monti, copioso de tutto quello fa bisogno al vivere humano.“

„Sie haben schöne Berge, schöne Flächen, gute Wasserquellen und viele andere Besonderheiten, mit vagem Gebiet, an luftigem Ort, so weit oben in diesen Bergen gelegen, reichhaltig an allem, das zum menschlichen Leben benötigt wird.“

Lange verbanden nur zwei Saumpfade – heute restaurierte Wanderwege – das Dorf mit der Außenwelt: der ältere führte von Esino Superiore nach Perledo, ein jüngerer entstand in der ersten Hälfte des 19. Jahrhunderts und verband Esino Inferiore auf der südlichen Seite des Tals des Esino mit Varenna am Seeufer. Kleine Kapellen an den Wegen markieren die Gemeindegrenzen. Die heutige Fahrstraße wurde in den Jahren 1915 bis 1925 angelegt.
Esino Lario entstand 1927 aus der Fusion der Ortsteile Esino Superiore und Esino Inferiore.
Lario ist ein lokal verwendeter Begriff für den Comer See.

## Bevölkerung
| Bevölkerungsentwicklung | Bevölkerungsentwicklung | Bevölkerungsentwicklung | Bevölkerungsentwicklung | Bevölkerungsentwicklung | Bevölkerungsentwicklung | Bevölkerungsentwicklung | Bevölkerungsentwicklung | Bevölkerungsentwicklung | Bevölkerungsentwicklung | Bevölkerungsentwicklung | Bevölkerungsentwicklung | Bevölkerungsentwicklung | Bevölkerungsentwicklung | Bevölkerungsentwicklung | Bevölkerungsentwicklung | Bevölkerungsentwicklung |
| ----------------------- | ----------------------- | ----------------------- | ----------------------- | ----------------------- | ----------------------- | ----------------------- | ----------------------- | ----------------------- | ----------------------- | ----------------------- | ----------------------- | ----------------------- | ----------------------- | ----------------------- | ----------------------- | ----------------------- |
| Jahr                    | 1861                    | 1871                    | 1881                    | 1901                    | 1911                    | 1921                    | 1931                    | 1936                    | 1951                    | 1961                    | 1971                    | 1981                    | 1991                    | 2001                    | 2011                    | 2022                    |
| Einwohner               | 831                     | 862                     | 855                     | 925                     | 893                     | 875                     | 816                     | 863                     | 881                     | 820                     | 797                     | 819                     | 829                     | 799                     | 750                     | 759                     |
| Quelle: ISTAT           |                         |                         |                         |                         |                         |                         |                         |                         |                         |                         |                         |                         |                         |                         |                         |                         |

Bevölkerungsentwicklung

## Ortsbild und Sehenswürdigkeiten

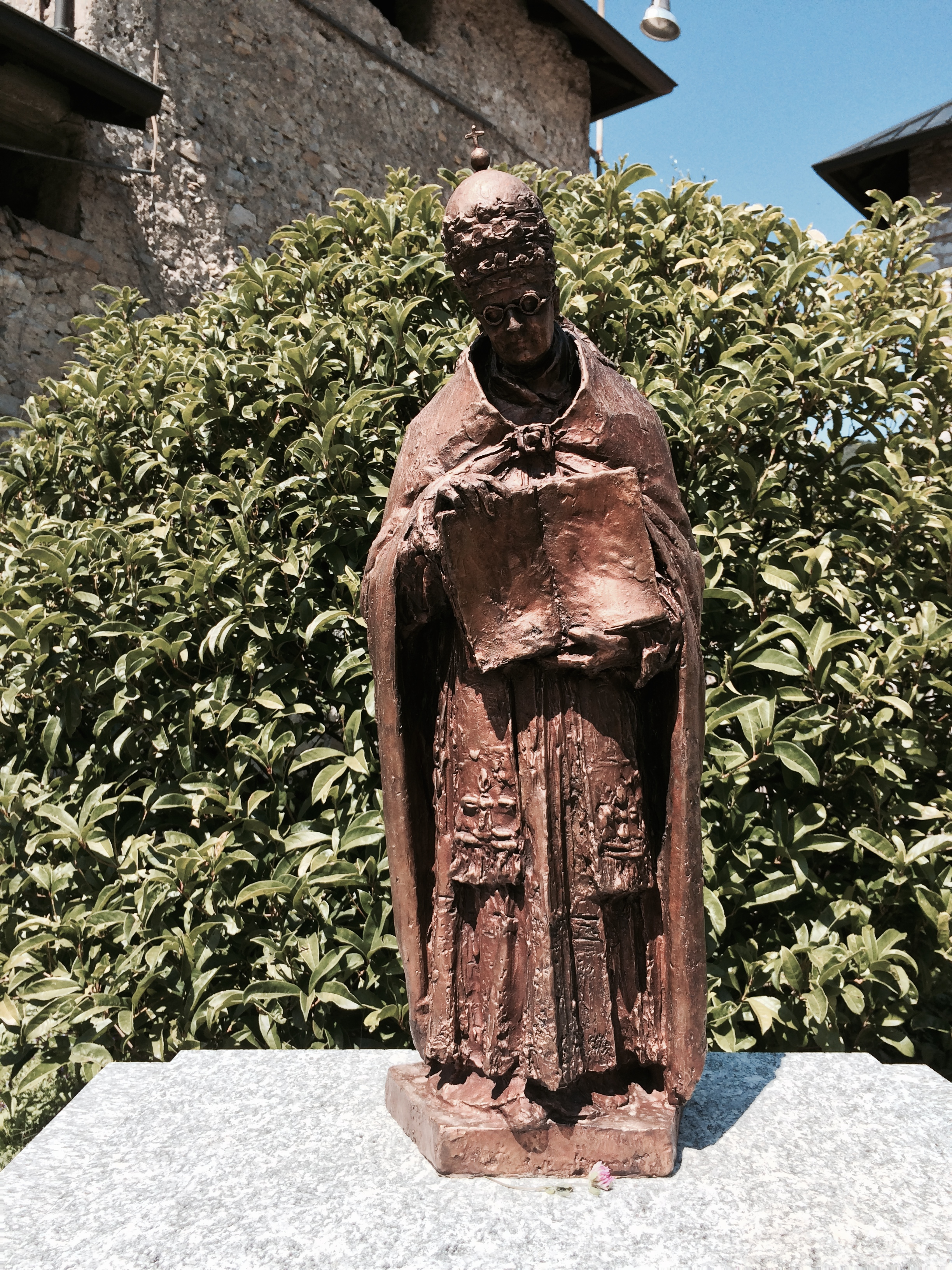
Papst Pius XI. beim Aufstieg auf die Grigne-Berge, Bronzestatue am Kreuzweg

Das Dorf verfügt über zwei historische Ortskerne in Esino Superiore und Esino Inferiore, die beide auch über eine Kirche verfügen. In den steilen, engen und verwinkelten Gassen finden sich zahlreiche Brunnen, die gegen Ende des 18. Jahrhunderts erbaut worden sind, um Wasser ins Dorf zu führen.
Auf einem Bergvorsprung liegt die Pfarrkirche San Vittore, im 19. Jahrhundert erweitert und im barocken Stil umgestaltet. Das Baptisterium stammt aus dem 16. Jahrhundert. Ein Kreuzweg führt vorbei an der Kapelle San Nicolao vom Dorf zur Kirche.
Zu Beginn des 20. Jahrhunderts und in der Zwischenkriegszeit entstanden rund um die historischen Ortskerne zahlreiche Villen. Erbauer waren reiche Privatpersonen, die in Esino Lario einen Luxustourismus etablierten. Die zahlreichen Gebäude sind meist architektonisch reich ausgeschmückt. In der Villa Clotilde sind heute ein Kulturzentrum, Teile des Museums und des Archivs Pietro Pensa sowie die Touristeninformation untergebracht, im Park der Villa wurde 2016 der Neubau des Museums der Grigna eröffnet.

### Zivile Bauwerke
- Villa Clotilde
  - Museo delle Grigne: Heimatkundemuseum
  - Ecomuseum delle Grigne: Ausstellung über die Wechselwirkung zwischen Mensch und der Umgebung von Esino Lario, seit 2008
  - Touristeninformation
  - Bibliothek: Freiwilligeninitiative, seit 2008
  - Archiv Pietro Pensa: Nachlass von Pietro Pensa mit 182 Dokumenten vom 14. bis 20. Jahrhundert zur Regionalgeschichte
- Centro Orientamento Educativo (COE) Montanina
- Restaurant Rosa delle Alpi

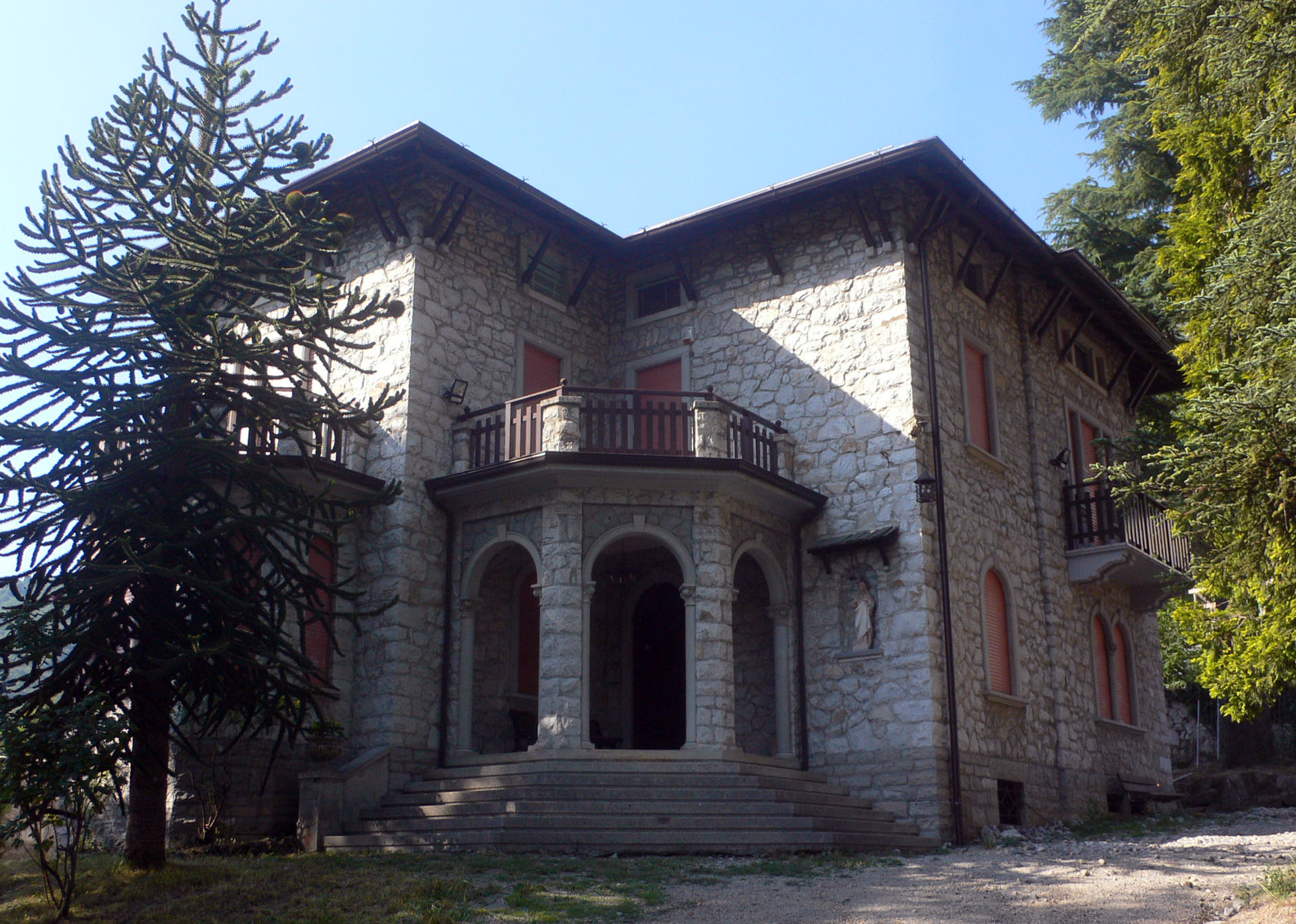
Villa Clotilde
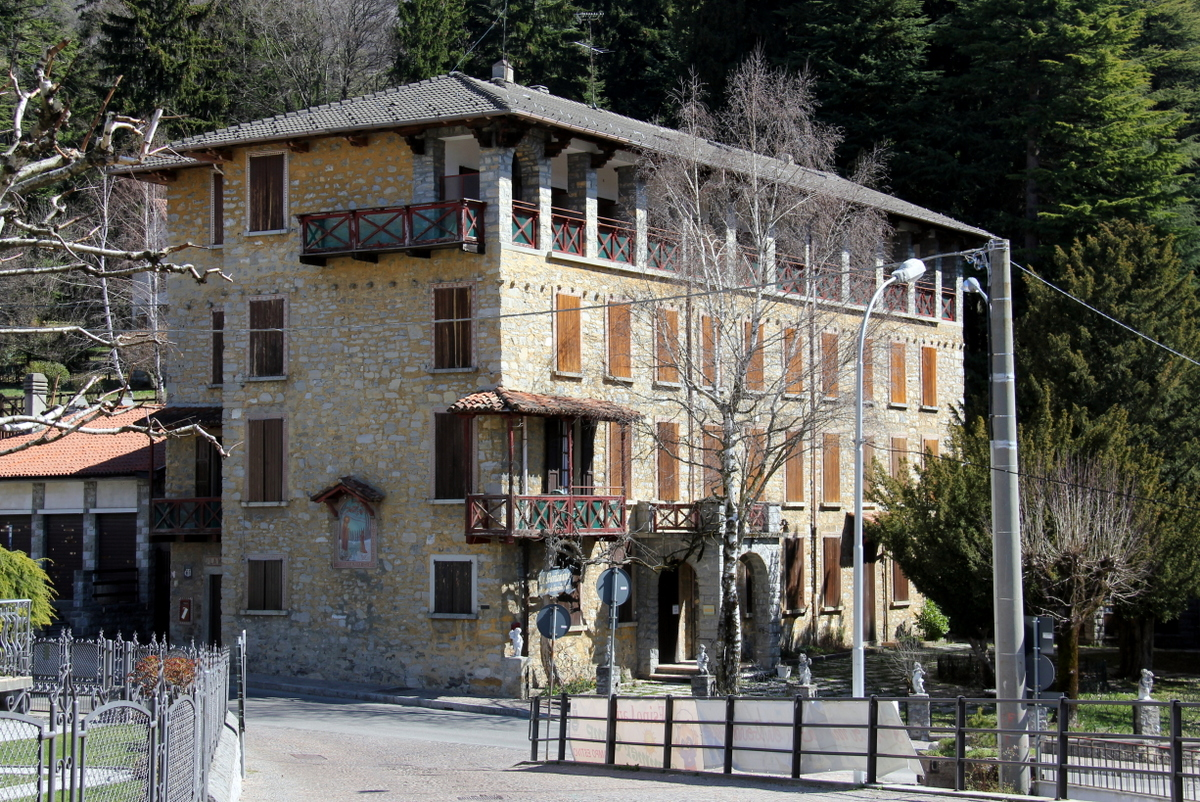
Montanina
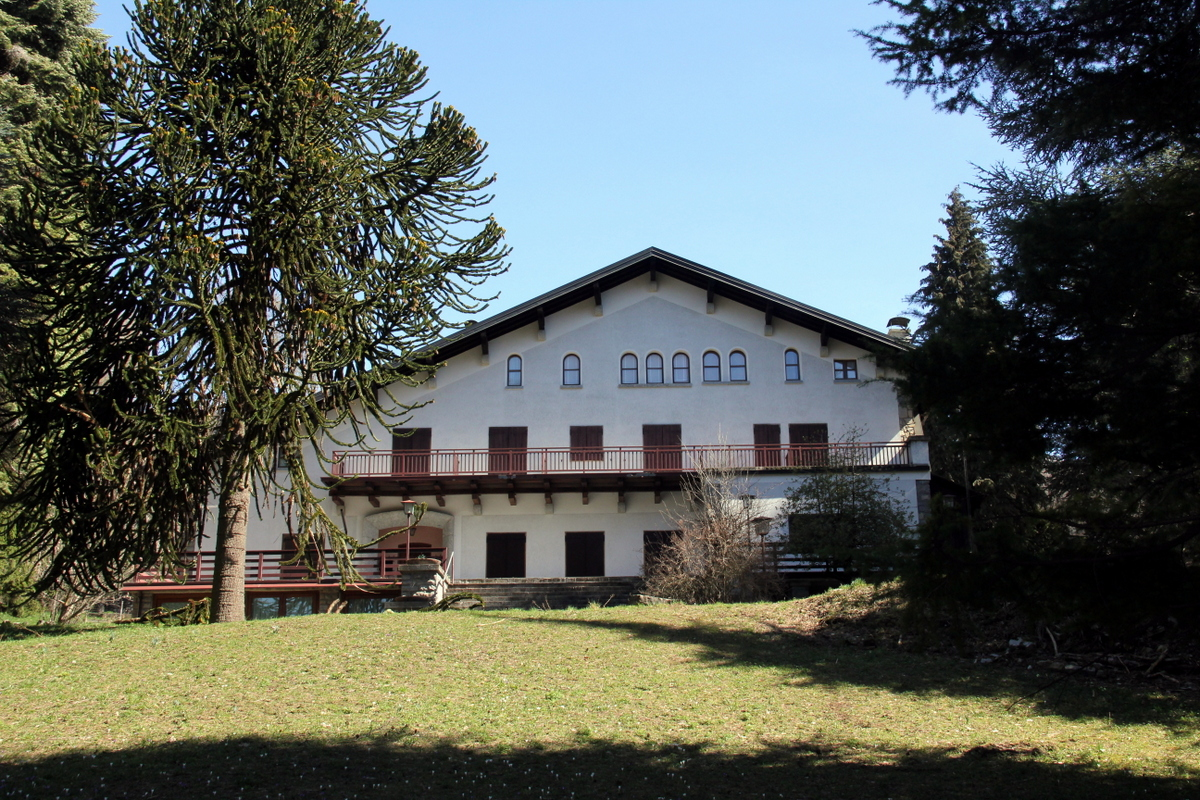
Rosa delle Alpi
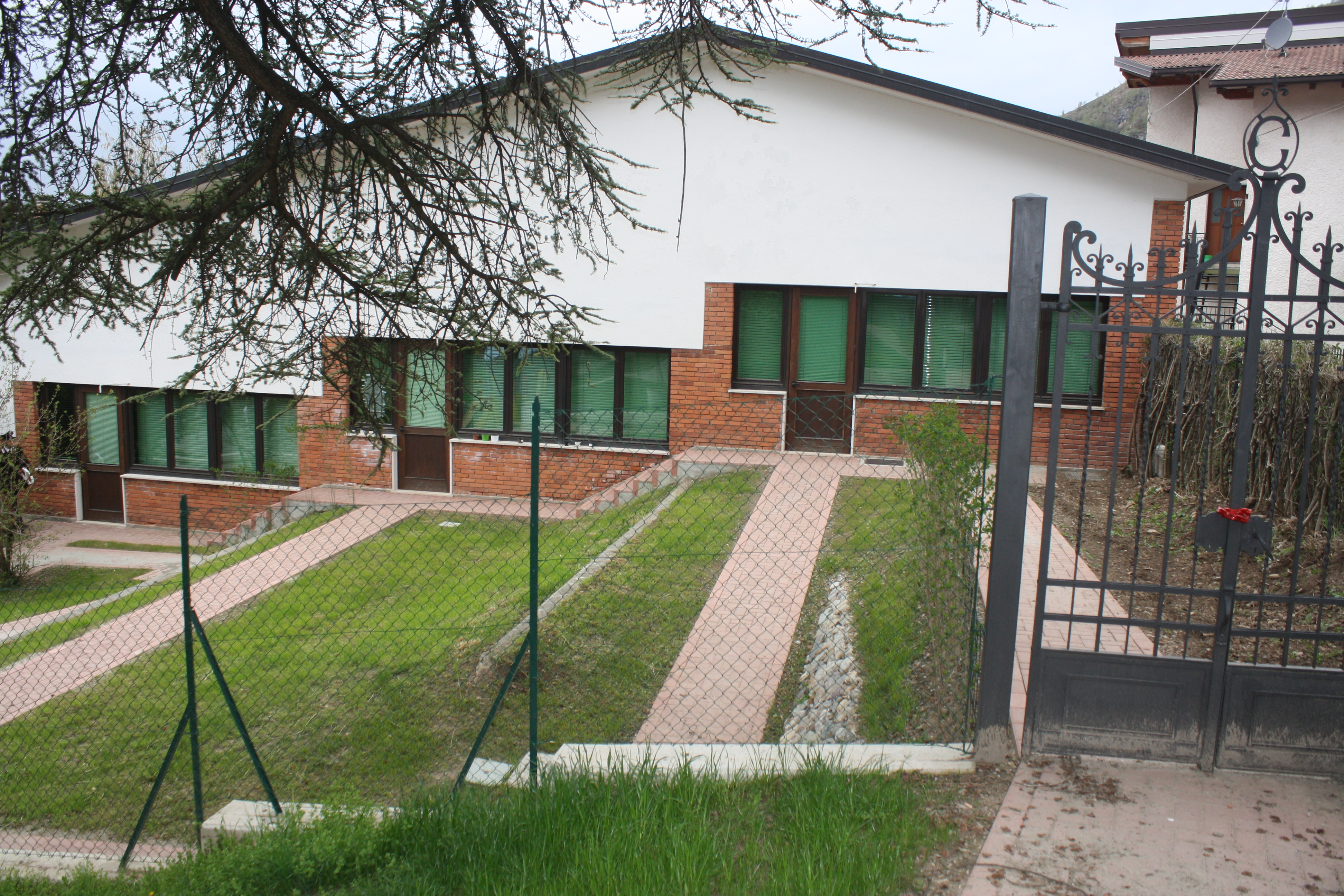
Grundschule
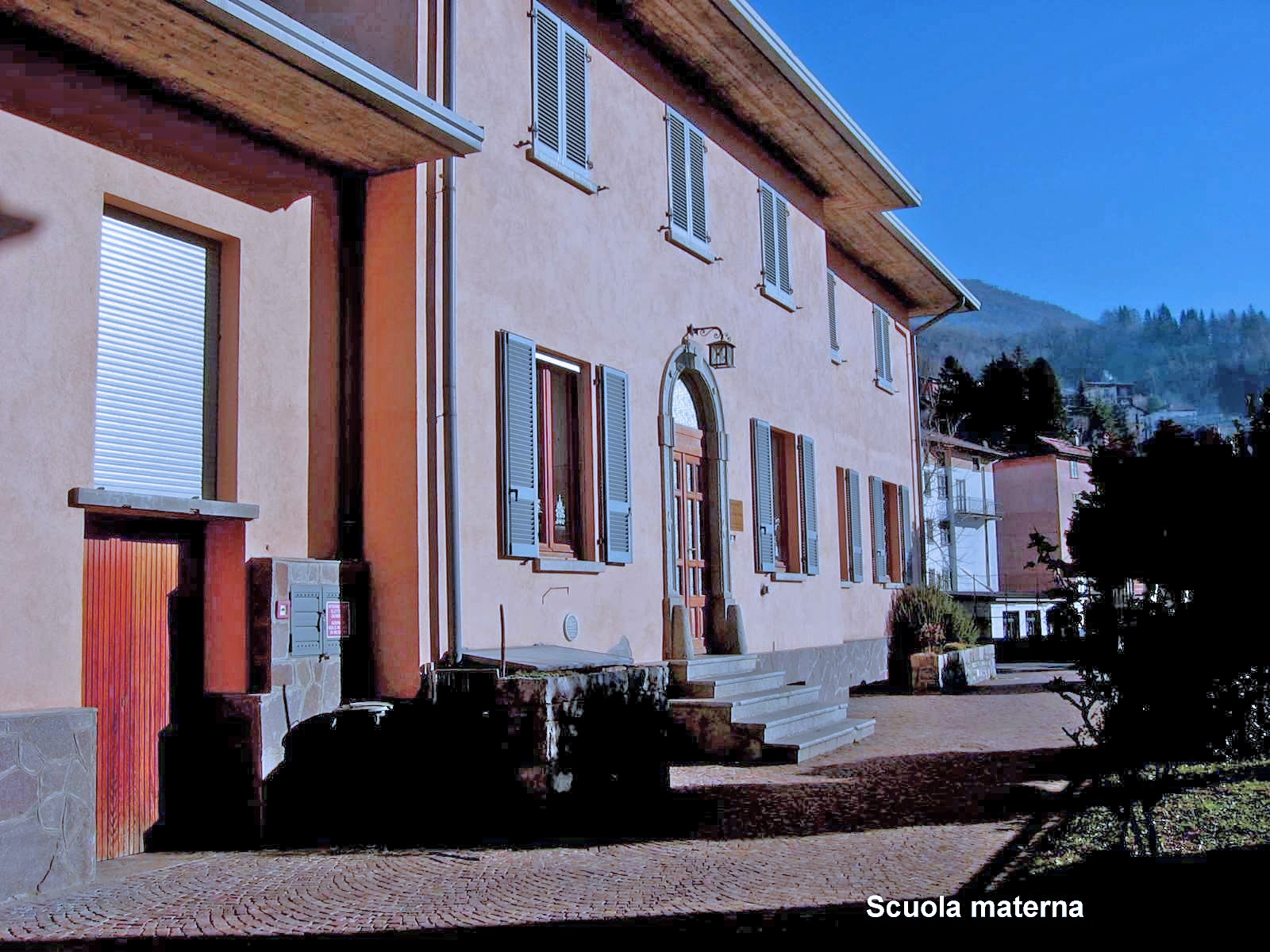
Kindergarten
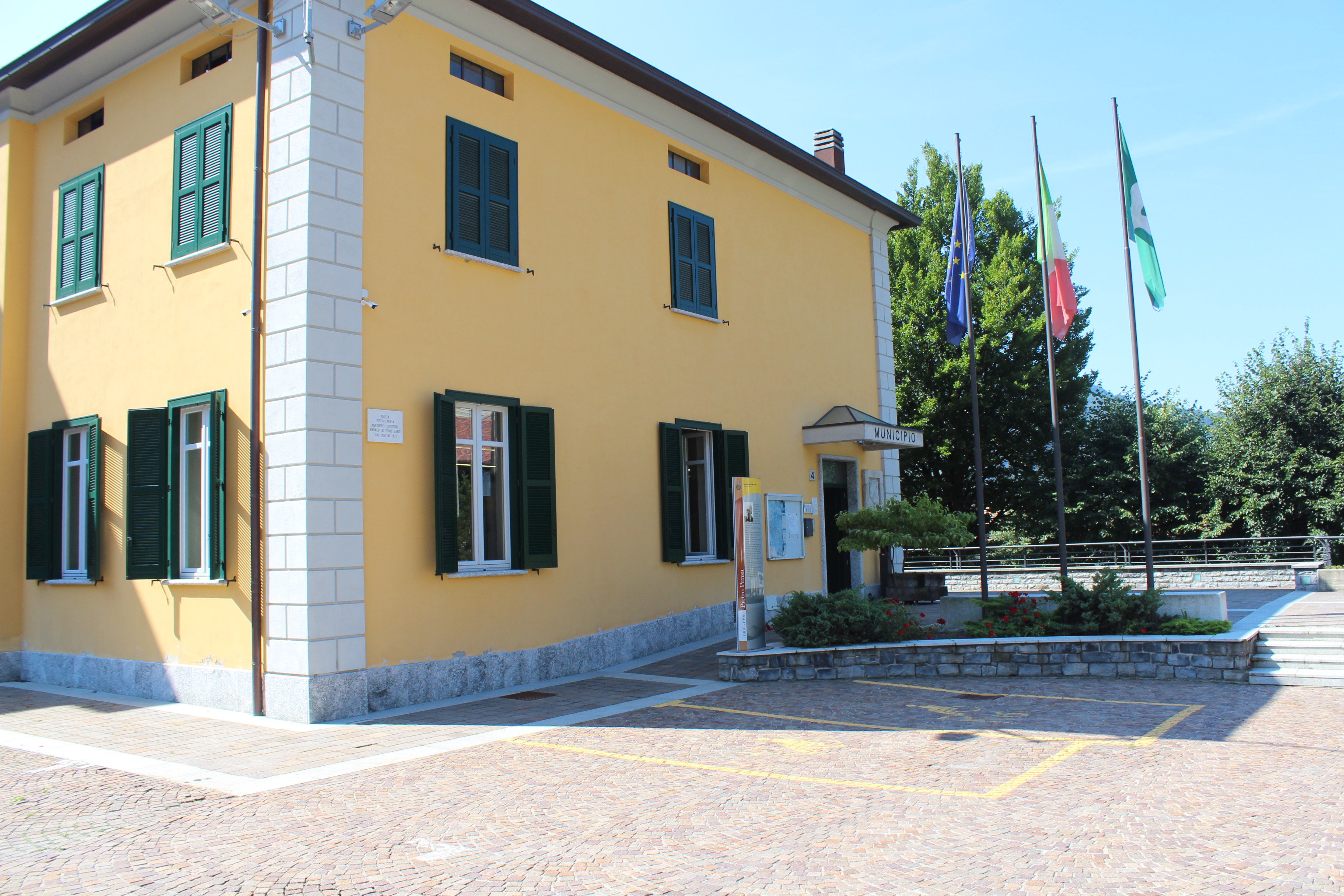
Rathaus

### Religiöse Bauwerke
- Pfarrkirche San Vittore
- Kirche Sant’Antonio in Esino Superiore
- Subsidiarkirche Sankt Johannes der Täufer in Esino Inferiore
- Oratorium San Pietro im Ortsteil Ortanella[10]
- Oratorium San Nicolao, Bischof der Bruderschaft des gesegneten Sakraments. Schrein zum Gedenken an die Gefallenen der beiden Weltkriege
- Kirche Cainallo
- Kapelle unserer lieben Frau von Pianche
- Kapelle des Kruzifix
- Kapelle San Grato
- Kapelle unser lieben Frau des Schnees
- Kreuzweg von Michele Vedani
- Kapelle Gisöl di Fat

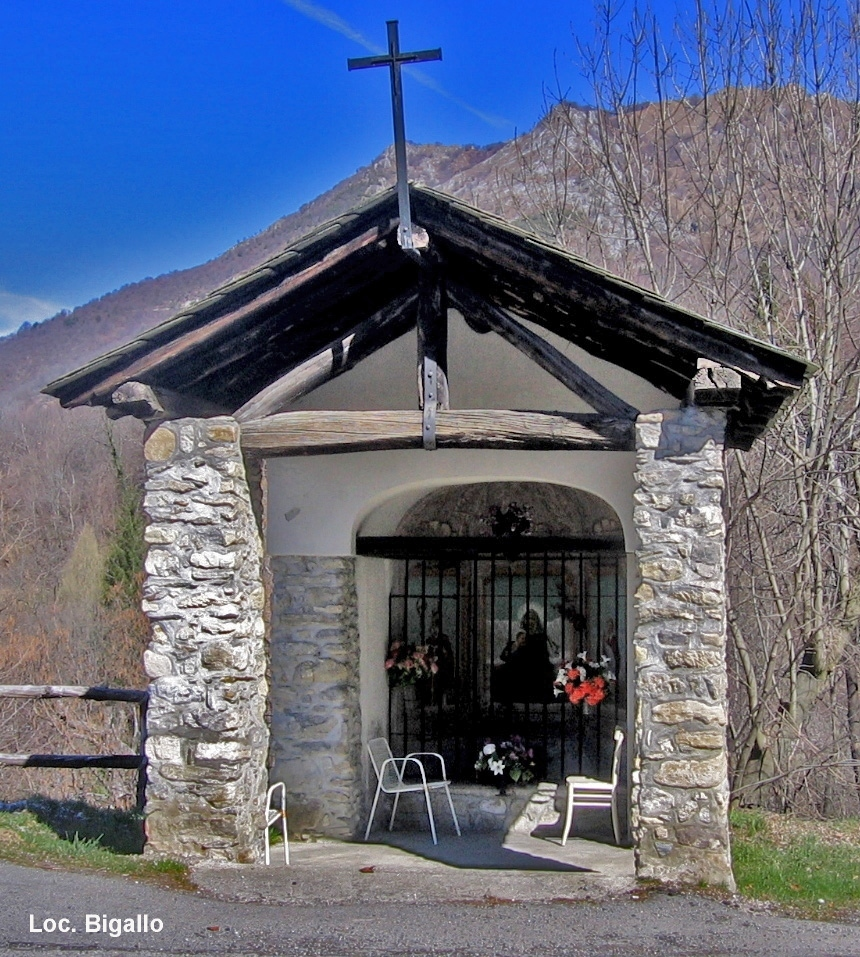
Betkapelle San Pietro im Ortsteil Bigallo
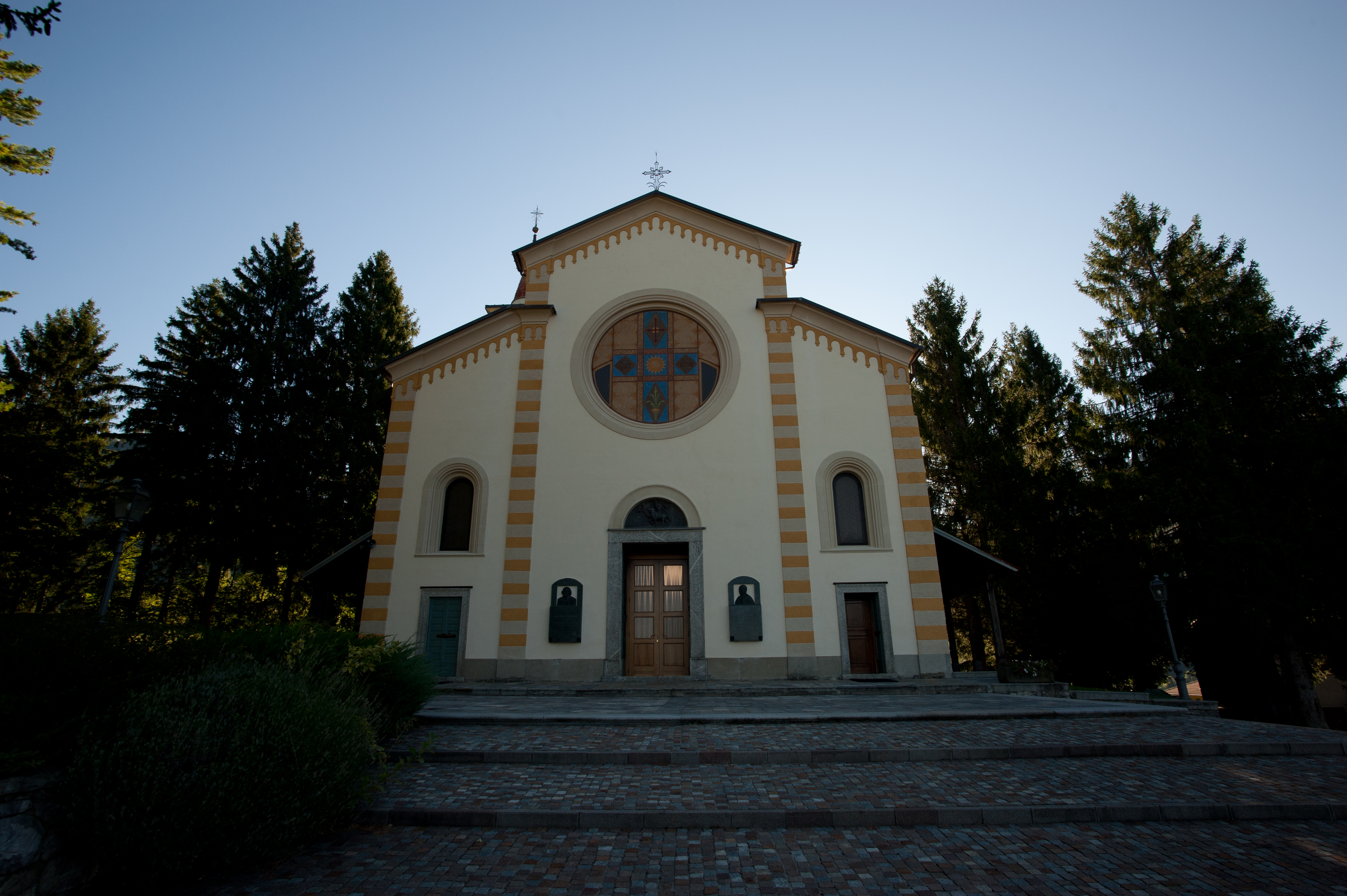
Kirche San Vittore
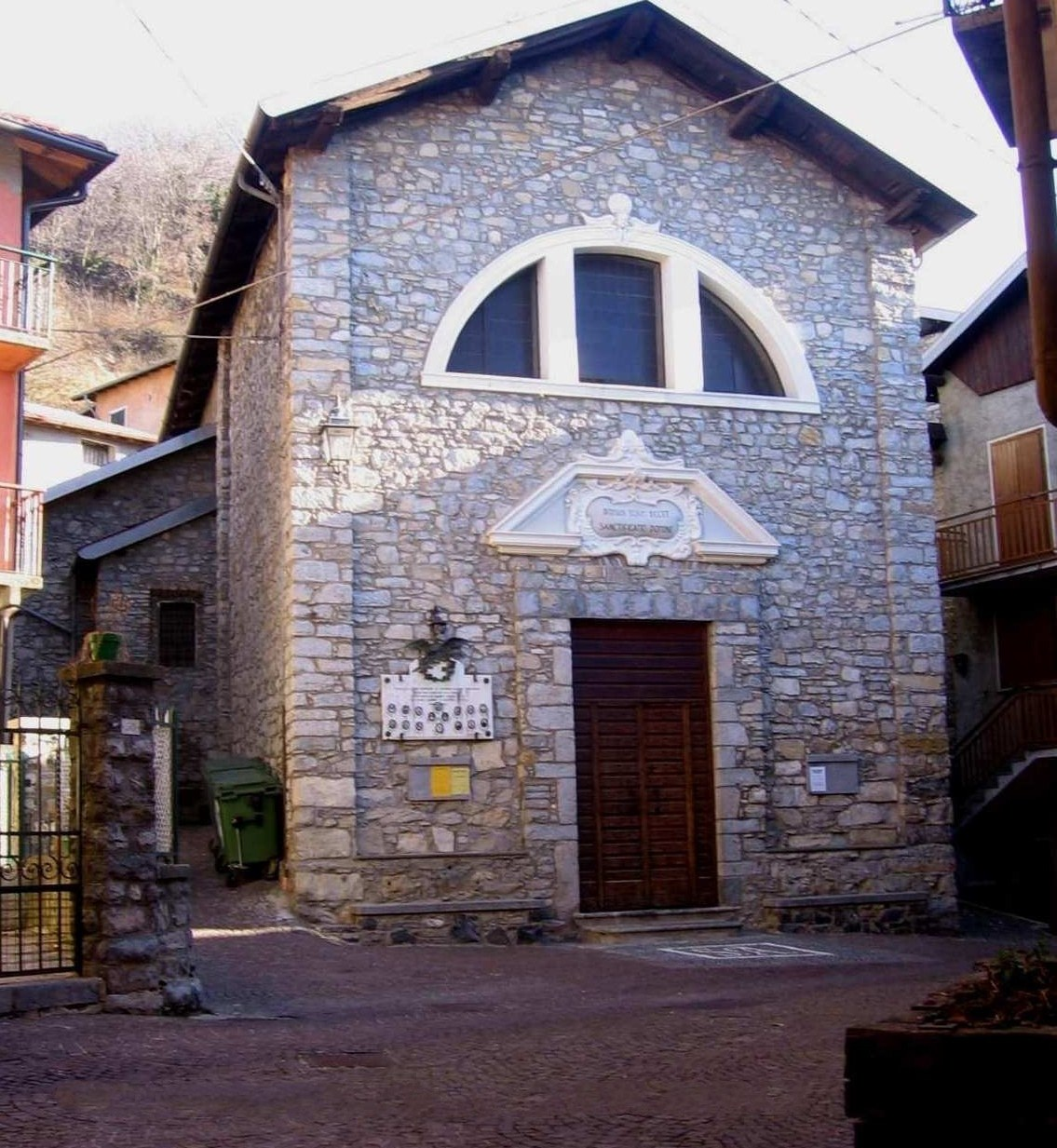
Kirche Sant’Antonio
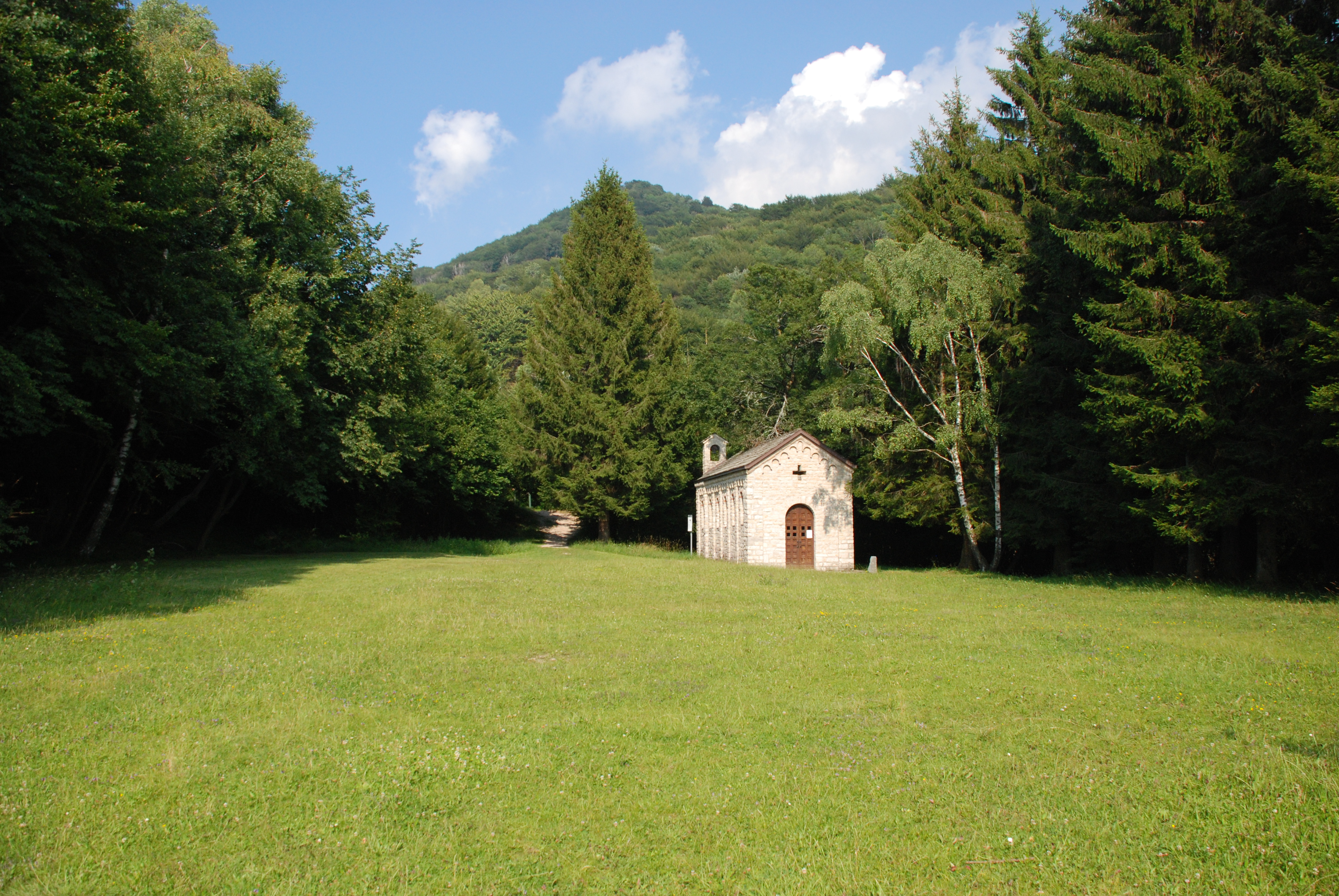
Oratorium San Pietro im Ortsteil Ortanella
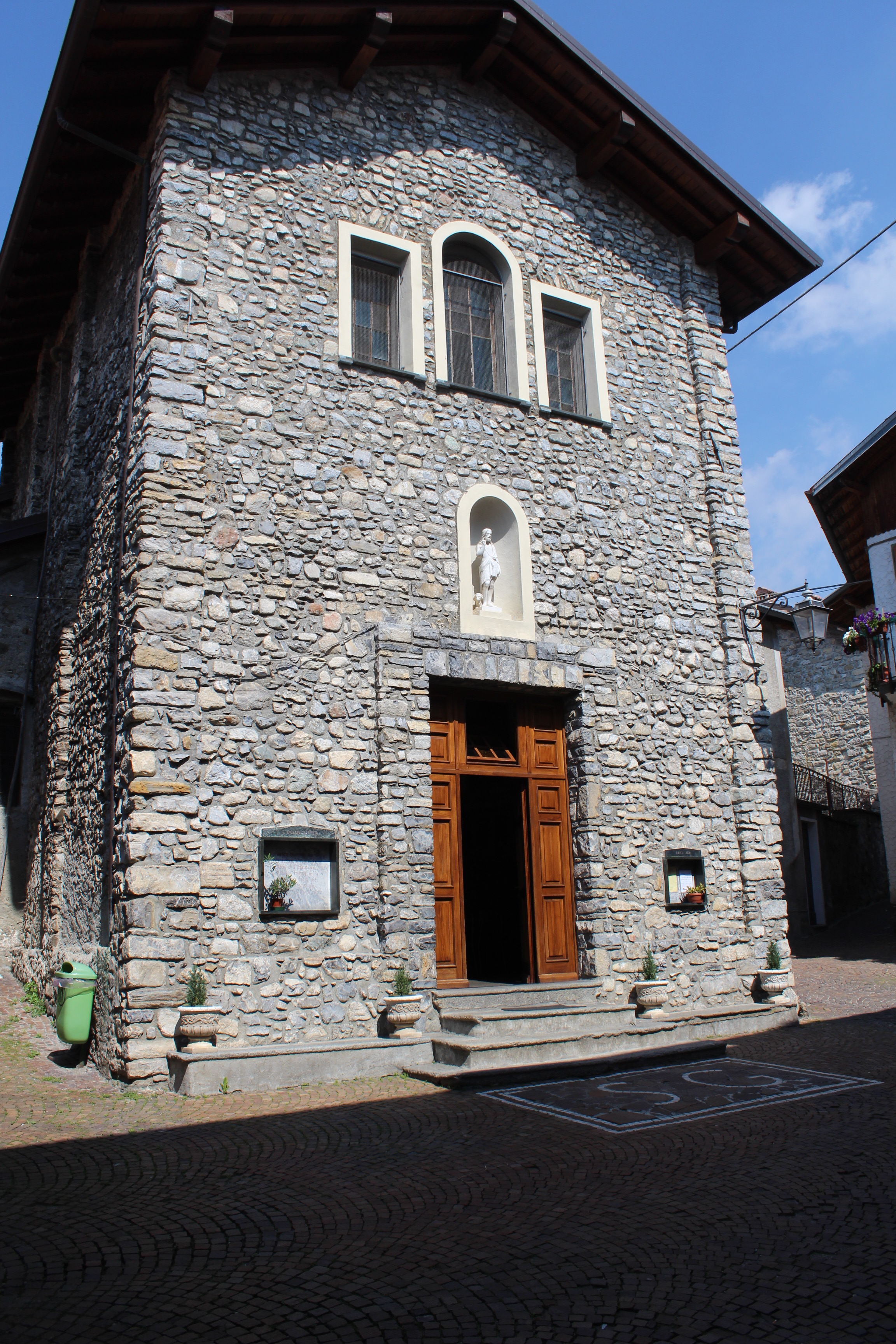
Kirche San Giovanni
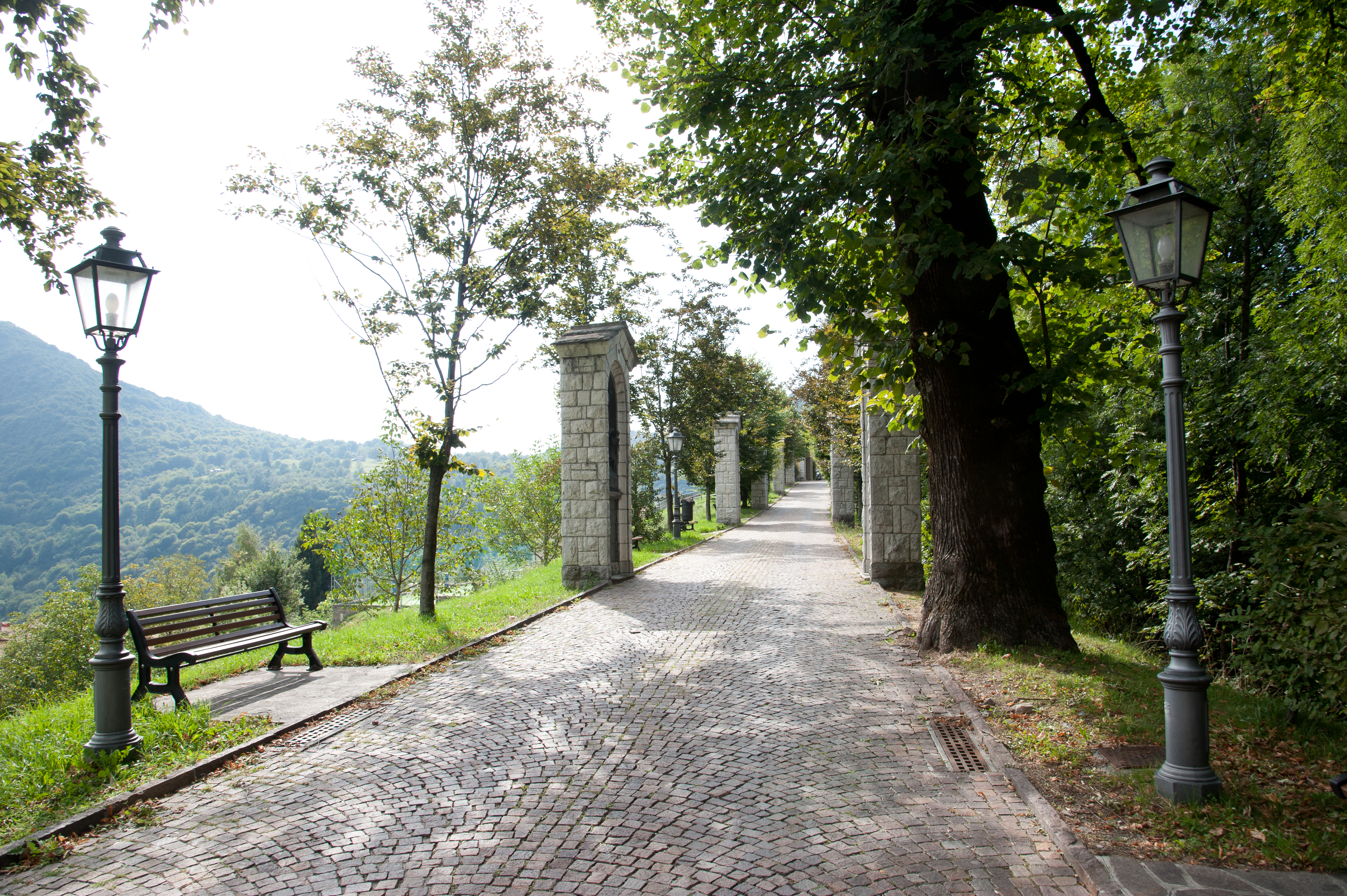
Kreuzweg von Michele Vedani

### Andere historische Bauten
- Torre di Esino, 12. Jahrhundert

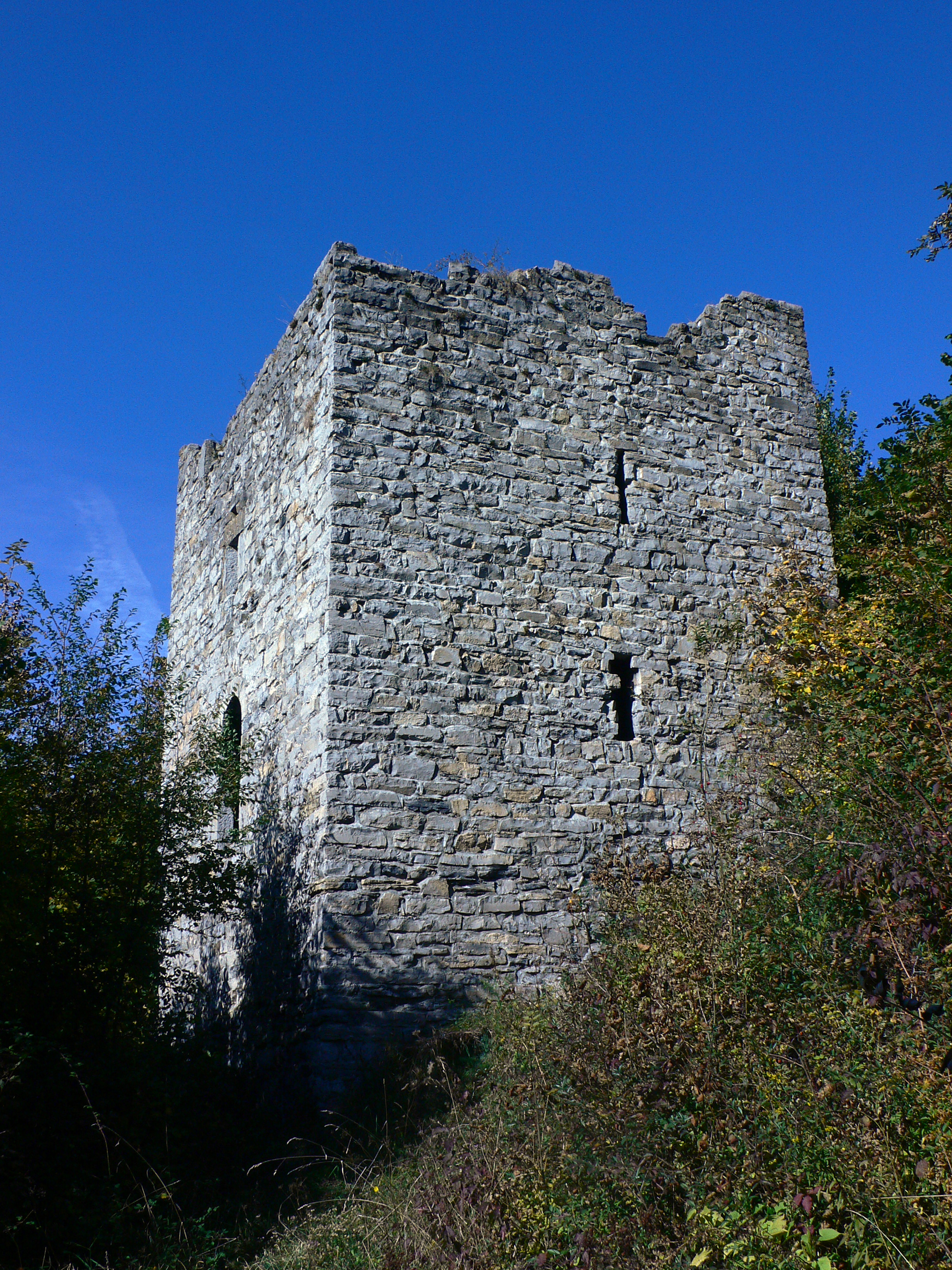
Alter Wehrturm von Esino

### Höhlen
- Grotte des Moncodeno-Gletschers
- Grotte von Cainallo
- Grotte von Canova
- Findling von Esino (auch masso delle streghe, Hexenfels)[11]

## Kultur
Das Fest des Ortspatrons San Vittore findet am 7. April statt. Die Pfarrei San Vittore wurde 1455 gegründet und ist Teil der Diözese Mailand.

## Wikimania 2016

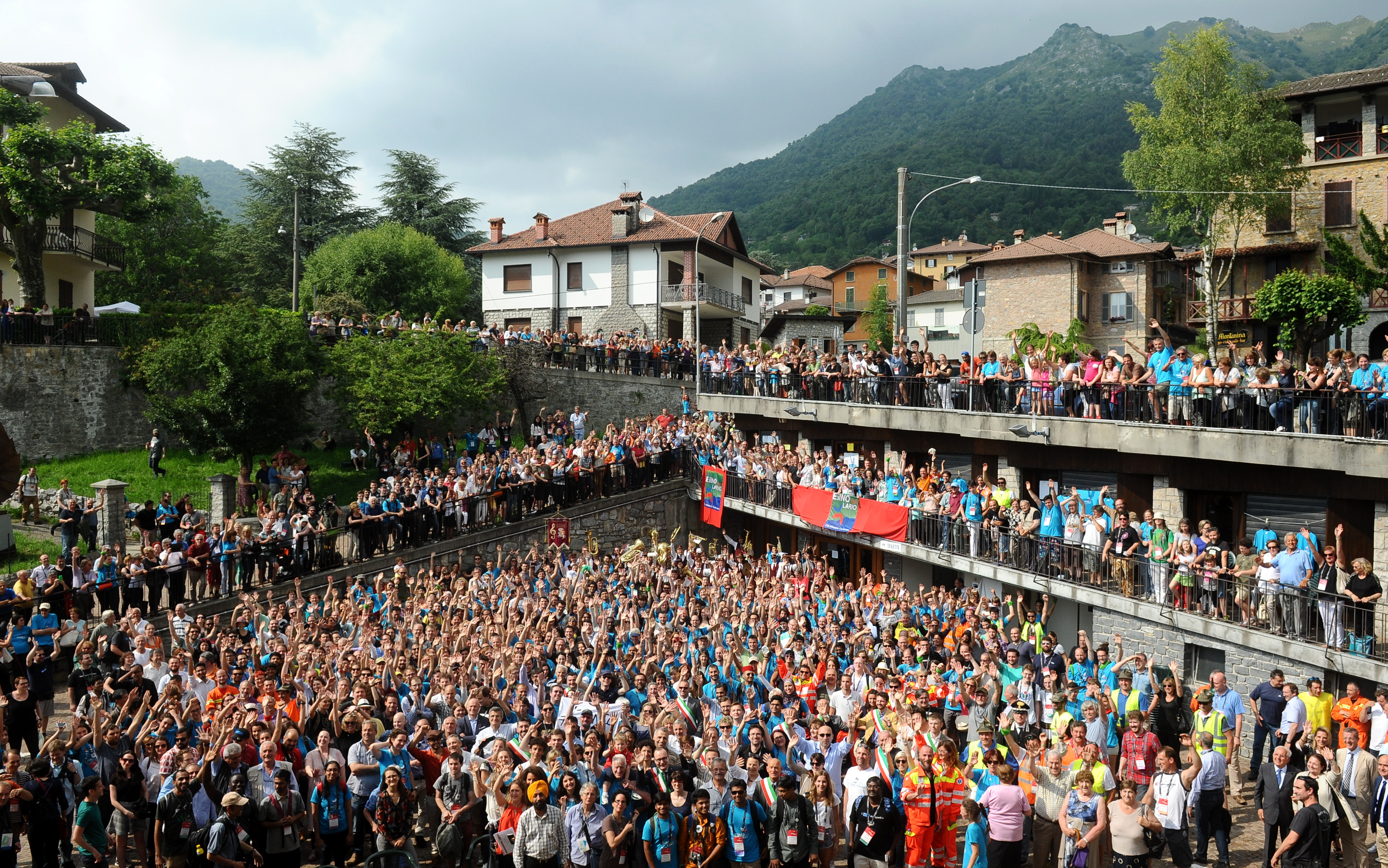
Gruppenbild mit Einwohnern von Esino Lario und Teilnehmern der Wikimania 2016

Vom 23. bis 26. Juni 2016 fand in Esino Lario die zwölfte Wikimania statt. Zum ersten Mal haben sich die Wikipedianer fernab großer Städte versammelt, weshalb der Anlass unter dem Motto Wikimania Goes Outdoors stand. Während des Anlasses gab es mehr Konferenzteilnehmer als Bewohner im Dorf. Ein großer Teil der Esinesi waren als Freiwillige oder Vermieter von Unterkünften in die Organisation der Wikimania involviert. An der Wikimania 2016 nahmen 1.200 Personen aus 70 Ländern teil und 168 Helfer waren im Einsatz.
In Vorbereitung auf die Konferenz hatte der Ort unter anderem eine Glasfaser-Internetanbindung erhalten und an mehreren Orten war ein öffentliches WiFi-Netz eingerichtet worden. Die Straße wurde mit Unterstützung von mehr als 500.000 € der Region- und Provinzregierungen erneuert. Das seit vielen Jahren leerstehende Kino wurde in einen Multifunktionssaal umgebaut.

## Persönlichkeiten
- José Nasazzi (1901–1968), uruguayischer Fußballspieler an der Fußball-Weltmeisterschaft 1930, dessen Vater aus Esino Lario stammte
- Pietro Pensa (1906–1996), Ingenieur und Geschäftsmann, früherer Bürgermeister von Esino Lario (1956 bis 1975), Lokalhistoriker[14]
- Enrico Mino (1915–1977), General der Armee, Kommandeur der Carabinieri, geboren und beerdigt in Esino Lario[15][16]